# Piper disparipilum
Piper disparipilum là một loài thực vật thuộc họ Piperaceae. Đây là loài đặc hữu của Ecuador.